# Northwest Division (NHL)
La Northwest Division della National Hockey League fu fondata nel 1998 come parte della Western Conference a causa dell'espansione della Conference. Dopo la riforma del 2013 la Division fu eliminata e le squadre si trasferirono in altri raggruppamenti.

## Campioni di Division
- 1998-99 -  Colorado Avalanche (44-28-10, 98 pt.)
- 1999-00 -  Colorado Avalanche (42-28-11-1, 96 pt.)
- 2000-01 -  Colorado Avalanche (52-16-10-4, 118 pt.)
- 2001-02 -  Colorado Avalanche (45-28-8-1, 99 pt.)
- 2002-03 -  Colorado Avalanche (42-19-13-8, 105 pt.)
- 2003-04 -  Vancouver Canucks (43-24-10-5, 101 pt.)
- 2004-05 - non disputato a causa del lockout
- 2005-06 -  Calgary Flames (46-25-11, 103 pt.)

- 2006-07 -  Vancouver Canucks (49-26-7, 105 pt.)
- 2007-08 -  Minnesota Wild (44-28-10, 98 pt.)
- 2008-09 -  Vancouver Canucks (45-27-10, 100 pt.)
- 2009-10 -  Vancouver Canucks (49-28-5, 103 pt.)
- 2010-11 -  Vancouver Canucks (54-19-9, 117 pt.)
- 2011-12 -  Vancouver Canucks (51-22-9, 111 pt.)
- 2012-13 -  Vancouver Canucks (26-15-7, 59 pt.)

## Vincitori della Stanley Cup prodotti
- 2000-01 -  Colorado Avalanche

## Vincitori della Presidents' Cup prodotti
- 2000-01 -  Colorado Avalanche
- 2010-11 -  Vancouver Canucks
- 2011-12 -  Vancouver Canucks

## Vittorie della Division per squadra
| Squadra            | Titoli vinti | Ultima vittoria |
| ------------------ | ------------ | --------------- |
| Vancouver Canucks  | 7            | 2013            |
| Colorado Avalanche | 5            | 2003            |
| Minnesota Wild     | 1            | 2008            |
| Calgary Flames     | 1            | 2006            |